# Suores noturnos
Suores noturnos ou hiperidrose noturna é a ocorrência de sudação excessiva durante o sono. A pessoa pode ou não ser afetada por sudação excessiva quando está acordada. Os suores noturnos podem ser um sinal de numerosas condições, entre as quais linfoma, leucemia, tuberculose, mononucleose infecciosa, hipertiroidismo, apneia do sono, fibromialgia, ansiedade ou gravidez. Uma das causas mais comuns em mulheres acima dos 40 anos de idade são as alterações hormonais relacionadas com a menopausa. Também tem sido associados à Variante Ómicron do SARS-CoV-2.